# Bin Yu
Pour les articles homonymes, voir Yu.
Ne pas confondre avec Yu Bin, joueur de go professionnel chinois.
Bin Yu, née en 1969, est une statisticienne sino-américaine. Elle est actuellement titulaire de la chaire Chancellor de professeure au département de statistique et au département d'ingénierie électrique et d'informatique à l'université de Californie à Berkeley,.

## Carrière
Yu obtient son baccalauréat en mathématiques en 1984 à l'université de Pékin, et poursuit des études supérieures en statistique à Berkeley, où elle obtient une maîtrise en 1987 et un doctorat en 1990. Après des études postdoctorales en mathématiques à l'Institut de recherche et une période comme assistante professeure à l'université du Wisconsin à Madison (1990-1993), elle retourne à Berkeley en tant que membre de la faculté, en 1993, puis elle est titularisée en 1997, et elle devient professeure émérite en 2006. Elle travaille également chez les Laboratoires Bell, de 1998 à 2000, et a été professeure invitée dans plusieurs autres universités.
Elle dirige le département de statistiques à Berkeley de 2009 à 2012. Bin Yu préside ensuite l'Institut de statistique mathématique (IMS) durant trois années de 2012 à 2015,,.
Elle a publié plus de 70 articles dans des revues de référence, ainsi que plus de 30 articles de conférence et chapitres d'ouvrages. Yu est rédactrice en chef de la revue Journal of Machine Learning et éditrice associée des revues Technometrics, Sankhya et Statistics Survey. Elle a également travaillé pour le Journal of the American Statistical Association, les Annals of Statistics ainsi que Statistica Sinica.

## Prix et distinctions
Yu est membre de l'Institut de statistique mathématique, l'Institute of Electrical and Electronics Engineers (IEEE), la Société américaine de statistique, l'Association américaine pour l'avancement des sciences, l'Académie américaine des arts et des sciences et l'Académie nationale des sciences,,,,. En 2006, elle est lauréate d'une bourse Guggenheim.
En juillet 2012, elle est la conférencière Tukey de la Société Bernoulli pour la statistique mathématique et les probabilités,, à l'occasion du huitième congrès mondial de probabilités et statistiques, la conférence quadriennale conjointe organisée par la Société Bernoulli et l'IMS.